# Sơn Màu
Sơn Màu là một xã thuộc huyện Sơn Tây, tỉnh Quảng Ngãi, Việt Nam.
Xã Sơn Màu có diện tích 37,18 km², dân số năm 1999 là 1.599 người, mật độ dân số đạt 43 người/km².